# Coeficient d'arrossegament

Coeficients d'arrossegament per a diferents formes geomètriques

En mecànica de fluids, el coeficient d'arrossegament (generalment anotat com: c d, c x o c w ) és una quantitat adimensional que es fa servir per quantificar la resistència d'un objecte en un medi fluid com l'aire o l'aigua. És utilitzat en l'equació de resistència, on un coeficient d'arrossegament baix indica que l'objecte tindrà menys resistència aerodinàmica o hidrodinàmica. El coeficient d'arrossegament sempre està associat amb una superfície particular.
El coeficient d'arrossegament de qualsevol objecte comprèn els efectes de dues contribucions bàsiques a la resistència dinàmica del fluid: la resistència de forma i de superfície. El coeficient d'arrossegament d'un perfil aerodinàmic o hidrodinàmic inclou també els efectes de la resistència induïda. El coeficient d'arrossegament d'una estructura completa com un aeronau inclou també els efectes de la resistència d'interferència.

## Definició
El coeficient d'arrossegament
{\displaystyle c_{\mathrm {d} }\,} es defineix com:
{\displaystyle c_{\mathrm {d} }={\dfrac {2F_{\mathrm {d} }}{\rho u^{2}A}}\,}
on:
{\displaystyle F_{\mathrm {d} }\,} és la força d'arrossegament, que és per definició la component de la força en la direcció de la velocitat del flux.
{\displaystyle \rho \,} és la densitat del fluid,
{\displaystyle u\,} és la rapidesa de l'objecte relativa al fluid,
{\displaystyle A\,} és l'àrea de referència.
L'àrea de referència depèn de quin tipus de coeficient d'arrossegament s'estigui mesurant. Per a automòbils i molts altres objectes, l'àrea de referència és l'àrea frontal projectada del vehicle. Això no necessàriament correspon a l'àrea de la secció transversal del vehicle, depenent d'on es prengui aquesta secció. Per exemple, per a una esfera l'àrea projectada és {\displaystyle A=\pi r^{2}\,} (observeu que no és l'àrea de tota la superfície {\displaystyle \!\ 4\pi r^{2}}).
Per al perfil d'un ala, l'àrea de referència és la superfície alar. A causa que això tendeix a ser molt més gran que l'àrea projectada frontal, els coeficients d'arrossegament resultants tendeixen a ser baixos: molt més baixos que per a un acte amb el mateix arrossegament, la mateixa àrea frontal i la mateixa velocitat.
Els dirigibles i alguns cossos de revolució requereixen el coeficient d'arrossegament volumètric. En aquest cas, l'àrea de referència és el volum del cos elevat a la potència de 2/3. Objectes submergits amb perfil hidrodinàmic requereixen la superfície mullada.
Dos objectes que tenen la mateixa àrea de referència i que es mouen a la mateixa rapidesa dins d'un fluid experimentaran una força d'arrossegament que és proporcional als seus respectius coeficients d'arrossegament. Els coeficients per a objectes no hidrodinàmics o aerodinàmics poden tenir un valor d'1 o superior, mentre que els objectes hidrodinàmics o aerodinàmics tenen coeficients d'arrossegament molt menors.

## Antecedents
L'equació d'arrossegament:
{\displaystyle F_{d}\,=\,{\tfrac {1}{2}}\,\rho \,v^{2}\,c_{\mathrm {d} }\,A}
és essencialment l'afirmació que la força d'arrossegament sobre qualsevol objecte és proporcional a la densitat del fluid i proporcional al quadrat de la velocitat relativa entre l'objecte i el fluid. cd no és constant sinó que varia com a funció de la velocitat, l'adreça del flux, la posició de l'objecte, la grandària de l'objecte, la densitat del fluid i la viscositat del mateix. La velocitat, la viscositat cinemàtica i una escala de longitud característica de l'objecte s'incorporen en una quantitat adimensional anomenada nombre de Reynolds, {\displaystyle \scriptstyle Re}. {\displaystyle \scriptstyle C_{\mathrm {d} }\,} és llavors una funció de Re. En un flux compressible, la velocitat del so és rellevant i {\displaystyle \scriptstyle C_{\mathrm {d} }\,} és també funció del nombre de Mach, {\displaystyle \scriptstyle Ma}.
Perquè un cos amb perfil aerodinàmic assoleixi un coeficient d'arrossegament baix, la capa límit al voltant del cos ha de romandre unida a la seva superfície tant de temps com sigui possible. D'aquesta manera, el rastre produït es torna estret. Un arrossegament de forma alt dona com a resultat un rastre ample. La capa límit passarà de ser laminar a turbulenta, sempre que el nombre de Reynolds del flux al voltant del cos sigui prou alt. Per a velocitats més altes, objectes més grossos i menors viscositats el nombre de Reynolds serà més gran.
Per a altres objectes, com a partícules petites, ja no es pot suposar que el coeficient d'arrossegament és constant, sinó que en realitat és una funció del nombre de Reynolds Per a Re petit, el flux al voltant de l'objecte no passa a ser turbulent sinó que es manté laminar, fins i tot fins al punt en el qual se separa de la superfície de l'objecte. Per a nombres de Reynolds baixos, sense separació del flux, la força d'arrossegament, {\displaystyle \scriptstyle F_{\mathrm {d} }\,}, és proporcional a {\displaystyle \scriptstyle v\,}, en lloc de ser proporcional a {\displaystyle \scriptstyle v^{2}\,}. Per a una esfera, això es coneix com a llei de Stokes. Re sempre serà petit per a baixes velocitats i fluids d'alta viscositat.
Un {\displaystyle \scriptstyle C_{\mathrm {d} }\,} igual a 1 s'obtendria en el cas que tot el fluid que s'aproxima a l'objecte és posat en repòs, creant una pressió d'estancament sobre tota la superfície frontal. En la figura del costat dret es mostra una superfície plana amb el fluid venint del costat dret i sent detingut en la placa. El gràfic en el costat esquerre d'aquesta mateixa figura mostra una igual pressió sobre la superfície. En una placa plana real, el fluid ha de voltar pels costats, per la qual cosa una pressió d'estancament completa solament es troba al centre i va disminuint cap a les vores. Solament considerant el costat frontal, per a una placa real {\displaystyle \scriptstyle C_{\mathrm {d} }\,} seria menor que un, excepte si existeix succió en la part posterior, és a dir, una pressió negativa (respecte a l'ambient). Els patrons del flux i, per tant, {\displaystyle \scriptstyle C_{\mathrm {d} }\,} pot canviar amb el nombre de Reynolds i la rugositat de la superfície.

## Exemples de valors decd

### General
En general, {\displaystyle c_{\mathrm {d} }\,} no és una constant absoluta per a una geometria donada d'un cos. Aquest coeficient varia amb la velocitat del flux (o de manera més general, amb el nombre de Reynolds, {\displaystyle Re}). Una esfera llisa, per exemple, té un coeficient d'arrossegament que varia des de valors alts per a un flux laminar, fins a 0,47 per a un flux turbulent.

Flux al voltant d'una placa, mostrant estancament.

| cd          | Objecte                                                          |
| ----------- | ---------------------------------------------------------------- |
| 0.001       | làmina plana paral·lela al flux ({\displaystyle \!\ Re<10^{6}})  |
| 0.005       | placa plana paral·lela al flux ({\displaystyle \!\ Re>10^{6}})   |
| 0.075       | Pac-car II                                                       |
| 0.1         | Esfera llisa ({\displaystyle \!\ Re=10^{6}})                     |
| 0.47        | Esfera llisa ({\displaystyle \!\ Re=10^{5}})                     |
| 0.15        | Schlörwagen 1939                                                 |
| 0.186-0.189 | Volkswagen XL1 2014                                              |
| 0.19        | General Motors EV1 1996                                          |
| 0.25        | Toyota Prius (3a. generació)                                     |
| 0.26        | BMW i8                                                           |
| 0.28        | Mercedes-Benz CLA-Class Tipus C 117.                             |
| 0.295       | bala (no ogiva, a velocitat subsònica)                           |
| 0.3         | Audi 100 C3 (1982)                                               |
| 0.48        | esfera rugosa ({\displaystyle \!\ Re=10^{6}}), Volkswagen Beetle |
| 0.75        | típic coet de modelisme                                          |
| .8-.9       | Filtre de cafè mirant cap amunt.                                 |
| 1.0         | Bicicleta de ruta amb ciclista en posició de ruta.               |
| 1.0-1.1     | esquiador                                                        |
| 1.0-1.3     | filferros                                                        |
| 1.0-1.3     | persona (dempeus)                                                |
| 1.1-1.3     | saltador d'esquí                                                 |
| 1.2         | Usain Bolt                                                       |
| 1.28        | placa plana perpendicular al flux (3D)                           |
| 1.3-1.5     | Edifici Empire State                                             |
| 1.8-2.0     | Torre Eiffel                                                     |
| 1.98-2.05   | (placa plana perpendicular al flux (2D)                          |

## Aeronaus
Com s'ha dit abans, una aeronau utilitza l'àrea de les ales com l'àrea de referència per calcular el coeficient d'arrossegament, mentre que els automòbils —i molts altres objectes— utilitzen la secció eficaç frontal. Per aquesta raó, els coeficients no es comparen directament entre aquestes classes de vehicles.
| cd     | Tipus d'aeronau             |
| ------ | --------------------------- |
| 0.021  | F-4 Phantom II (subsònic)   |
| 0.022  | Learjet 24                  |
| 0.024  | Boeing 787                  |
| 0.0265 | Airbus A380                 |
| 0.027  | Cessna 172/182              |
| 0.027  | Cessna 310                  |
| 0.031  | Boeing 747                  |
| 0.044  | F-4 Phantom II (supersònic) |
| 0.048  | F-104 Starfighter           |
| 0.095  | X-15 (No confirmat)         |

## Flux en objectes aplanats i aerodinàmics

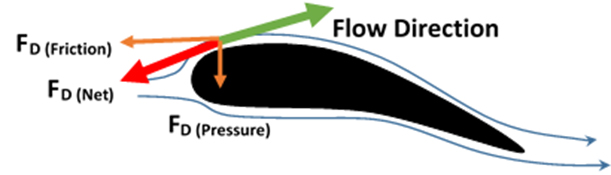
Flux a través d'un perfil alar, mostrant l'impacte relatiu de la força d'arrossegament en direcció del moviment del fluid sobre el cos. Aquesta força d'arrossegament es divideix en arrossegament de fricció i l'arrossegament de pressió. L'ala mateixa es considera un objecte aerodinàmic si l'arrossegament de fricció domina l'arrossegament de pressió, i és considerat un objecte aplanat quan ocorre el contrari.

### Concepte
L'arrossegament, en el context de la Dinàmica de fluids, fa referència a les forces que actuen sobre un objecte sòlid en l'adreça de la velocitat relativa del flux del fluid. Les forces aerodinàmiques sobre un cos provenen principalment de les diferències de pressió i dels esforços de cisalla viscosos. Per aquesta raó la força d'arrossegament pot dividir-se en dos components: l'arrossegament de fricció (arrossegament viscós) i l'arrossegament de pressió (arrossegament de forma). La força d'arrossegament neta es pot descompondre com segueix:
{\displaystyle {\begin{aligned}c_{\mathrm {d} }&={\dfrac {2F_{\mathrm {d} }}{\rho v^{2}A}}\ \\&=c_{\mathrm {p} }+c_{\mathrm {f} }\\&=\underbrace {{\dfrac {1}{\rho v^{2}A}}\ \displaystyle \int \limits _{S}\mathrm {d} A\,(p-p_{o})\left({\hat {\mathbf {n} }}\cdot {\hat {\mathbf {i} }}\right)} _{c_{\mathrm {p} }}+\underbrace {{\dfrac {1}{\rho v^{2}A}}\ \displaystyle \int \limits _{S}\mathrm {d} A\,\left({\hat {\mathbf {t} }}\cdot {\hat {\mathbf {i} }}\right)T_{w}} _{c_{\mathrm {f} }}\end{aligned}}}
on:

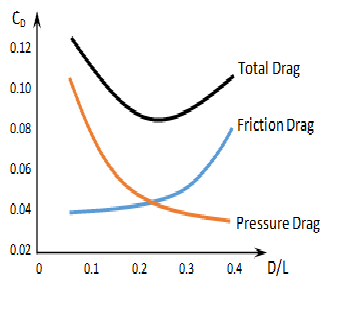
Relació entre l'arrossegament de pressió i el de fricció.

{\displaystyle c_{\mathrm {p} }\,} és el coeficient d'arrossegament de pressió,
{\displaystyle c_{\mathrm {f} }\,} és el coeficient d'arrossegament de fricció,
{\displaystyle {\hat {\mathbf {t} }}} és el vector tangent a la superfície d'àrea dA,
{\displaystyle {\hat {\mathbf {n} }}} és el vector unitari normal a la superfície d'àrea dA,
{\displaystyle T_{\mathrm {w} }\,} és la tensió tallant actuant en la superfície dA,
{\displaystyle p_{\mathrm {o} }\,} és la pressió en regions allunyades de la superfície dA,
{\displaystyle p\,} és la pressió sobre la superfície dA,
{\displaystyle {\hat {\mathbf {i} }}} és el vector unitari normal a la superfície dA, formant un vector {\displaystyle \mathrm {d} {\hat {A}}}.
Per tant, quan l'arrossegament és dominat per la component de fricció, el cos és anomenat «cos aerodinàmic». Per contra, quan l'arrossegament de pressió domina, el cos és anomenat cos aplanat. És a dir, la forma de l'objecte i l'angle d'atac determinen el tipus d'arrossegament. Per exemple, un perfil alar és considerada com un cos amb un petit angle d'atac pel fluid a través del qual passa. Això significa que té una capa límit adherida que produeix molt menys arrossegament de pressió.

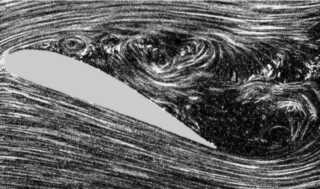
Flux separant-se d'un perfil alar a un alt angle d'atac, com ocorre en l'entrada en pèrdua.

El deixant produït és molt petita i l'arrossegament és dominat per la component de fricció. Per tant, un cos com aquest (en aquest cas un perfil alar) és considerat com a aerodinàmic, mentre que en els cossos amb un flux de fluid a angles d'atac alts es duu a terme una separació de la capa límit. Això ocorre principalment a causa d'un gradient de pressió advers en la part superior i la part posterior d'un perfil alar.
A causa d'això, ocorre la formació d'una que, per tant, condueix a la formació de remolins i a la pèrdua de pressió a causa de l'arrossegament de pressió. En aquestes situacions, el perfil alar entra en pèrdua i té un arrossegament de pressió més alt que el de fricció. En tal cas, el cos es considera com a aplanat. Un objecte aerodinàmic té la forma d'un peix o un perfil alar amb baix angle d'atac, mentre que un cos aplanat es veu com un maó, un cilindre o un perfil alar amb alt angle d'atac. Per a una àrea frontal i una velocitat donada, un cos aerodinàmic té menor resistència que un d'aplanat. Els cilindres i les esferes es consideren aplanats perquè l'arrossegament està dominat per la component de pressió a la regió del deixant amb un nombre de Reynolds alt.
Per tal de reduir aquest arrossegament, la separació del flux podria reduir-se o l'àrea en contacte amb el fluid (per reduir l'arrossegament de fricció). Aquesta reducció és necessària en dispositius com a automòbils, bicicletes, etc. per evitar vibracions i producció de soroll.

### Exemple pràctic
En l'aerodinàmica automotriu el disseny dels vehicles ha evolucionat des de la dècada de 1920 fins a finals del segle xx. Aquest canvi en el disseny des d'un objecte aplanat fins a un model aerodinàmic ha reduït el coeficient d'arrossegament des d'un valor al voltant de 0,95 fins a 0,30.